# CopperCube
CopperCube是一个由Ambiera开发的附带图形界面编辑器的游戏引擎。它主要是为希望开发游戏的非编程人员而设计的，通过在以行为和动作为导向的逻辑系统中以拖放来开发3D游戏。
这个编辑器可以在Windows、macOS上运行，创建Windows、macOS和Android平台上可运行的3D模拟交互应用和游戏，也可以通过WebGL和Adobe Flash技术创建嵌入网页的程序。